# جنگل سنگی‌شده پویانگو

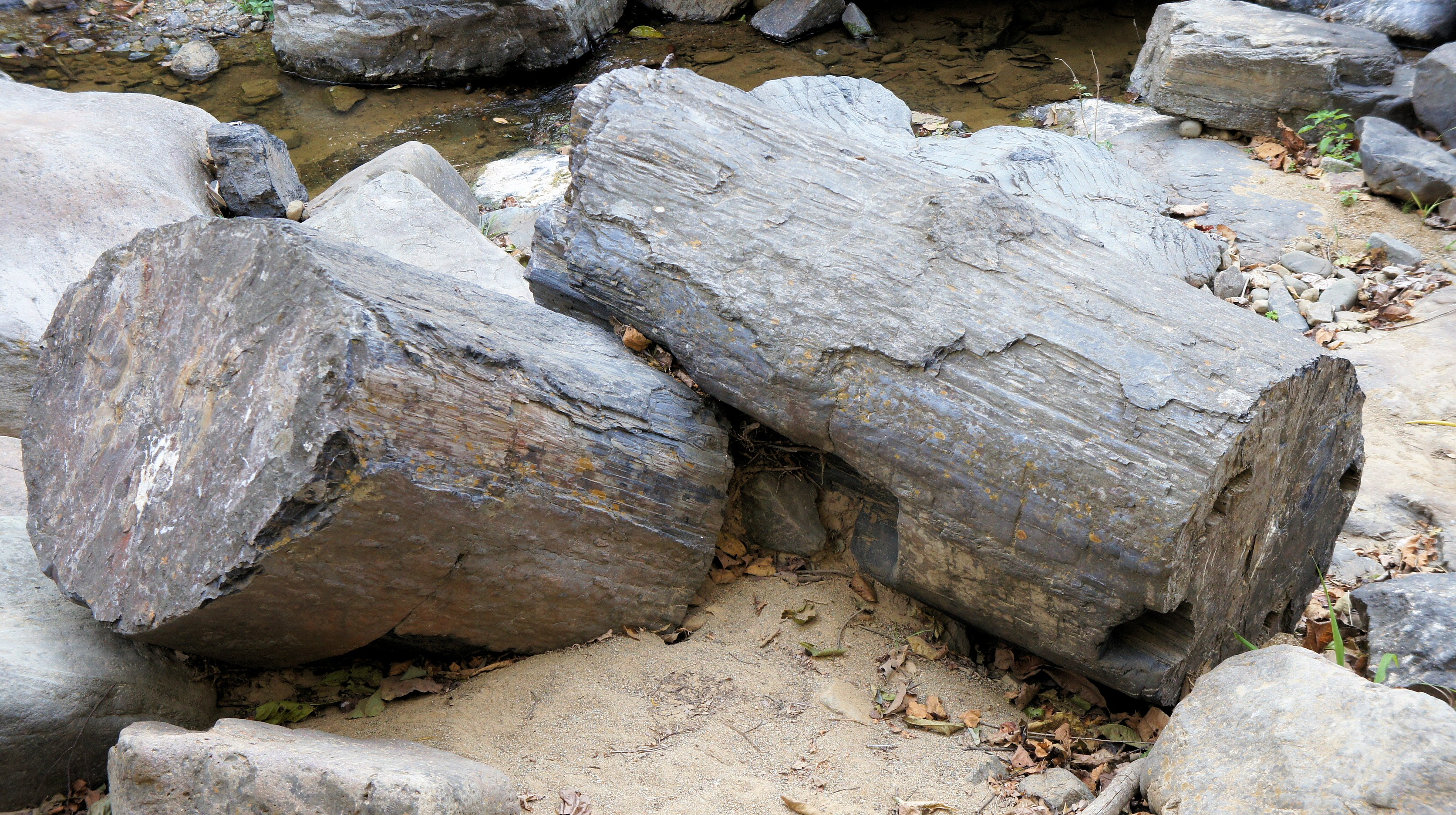
دو کنده سنگ فسیل شده در جنگل سنگ شده پویانگو در جنوب اکوادور.

جنگل چوب‌سنگی‌شده پویانگو یک کانسار فسیلی از چوب سنگ‌شده است که در حوضه میانی رودخانه پویانگو، بین استان‌های ال اورو و لوجا در اکوادور قرار دارد. این منطقه ۲۶۵۸ هکتار وسعت دارد و رسوبات آن به چهار سازند زمین‌شناسی تقسیم شده است که قدمت آن به اواخر دوره کرتاسه می‌رسد. این نهشته‌ها هم از نظر تنه و برگ‌های فسیل شده - که متعلق به فلور معمولی مزوزوئیک بودند - و همچنین فسیل‌های بی‌مهرگانی همچون دوکفه ای‌ها، آمونیت‌ها، خارپوستان و… غنی هستند.